# Alana Gebremariam
Alana Tadege Gebremariam née à Minsk, le 7 mars 1997, est une activiste pour une transition démocratique en Biélorussie et une prisonnière politique. Elle est candidate lors des élections législatives biélorusses de 2019 et intègre, en 2020, le Conseil de coordination pour une transition démocratique présidé par Svetlana Tikhanovskaïa. Elle est arrêtée la même année et purge une peine de deux années et demie.

## Éléments biographiques
Après des humanités en classe de physique et de mathématiques au gymnasium no 61 de Minsk, elle entre à l'Université de médecine d'État biélorusse (en) et est diplômée en stomatologie puis en dentisterie. Depuis 2018, en plus de son activité scientifique, elle s'est investie dans des activités sociales et dans la gestion de l'Union des étudiants biélorusses (be). Elle y assure la coordination de projets et est responsable du travail avec les partenaires du projet UNI, mentor du programme éducatif (en) « Student Leadership Academy ». En vue des élections législatives biélorusses de 2019, l'Union des étudiants met en place le «Bloc jeunesse (be)» qui choisit huit candidats parlementaires dont Alana. Elle est ensuite nommée candidate à la députation pour l'Assemblée sociale-démocrate biélorusse (BSDH) pour le « Bloc jeunesse » aux élections législatives de 2019 dans le district de Hrusha no 98 (Minsk),.
Après l'élection présidentielle biélorusse de 2020 à nouveau massivement entachées d'irrégularités ayant déclenché de nombreuses manifestations sévèrement réprimées, elle intègre le Conseil de coordination présidé par Svetlana Tikhanovskaïa, candidate aux élections de 2020. Cette dernière nomme Alana Gebremariam comme sa représentante pour la jeunesse et les affaires étudiantes.

### Persécution politique
Le 12 novembre 2020, les appartements d'Alana Gebremariam ainsi que ceux d'un certain nombre d'autres militants de l'«Union des étudiants biélorusses » sont perquisitionnés. Ils sont arrêtés et emmenés au KGB. Alana Gebremariam est alors détenue au centre de détention provisoire du KGB sous l'inculpation pénale d'avoir « organisé des actions portant gravement atteinte à l'ordre public » (Partie 1 de l'article 342 du Code pénal biélorusse).
Le 18 novembre 2020, dans une déclaration commune, quinze organisations la déclarent être une prisonnière politique. Parmi ces organisations signataires se trouvent le Centre Viasna des droits de l'homme fondé par Alès Bialiatski, l'Association biélorusse des journalistes, le Comité biélorusse d'Helsinki et le Centre PEN biélorusse. 
Le 7 décembre 2020, la députée européenne, Katarina Barley assure le parrainage de la prisonnière politique,.
Le 16 mars 2021, la commission d'enquête (en) a porté les premières accusations contre Alana Gebremariam et d'autres participants dans l'« Affaire des étudiants (be) ».
Le verdict est rendu le 16 juillet 2021 par le 
tribunal du district soviétique de Minsk (be). Alana Gebremariam est condamnée à deux ans et six mois de prison comme les autres protagonistes de l'affaire à l'exception du seul ayant plaidé coupable, condamné lui à deux années de réclusion. Elle a été ensuite transférée à la prison pour femmes de Homiel où elle a été détenue jusqu'au 30 novembre 2022, date de sa libération,.